# Stazione di Pozzuoli Cantieri
Stazione di Pozzuoli Cantieri vasútállomás Olaszországban, Pozzuoli településen.

## Vasútvonalak
Az állomást az alábbi vasútvonalak érintik:
- Cumana-vasútvonal

## Kapcsolódó állomások
A vasútállomáshoz az alábbi állomások vannak a legközelebb:
- Stazione di Arco Felice
- Stazione di Pozzuoli